# オースティン・リバース
オースティン・ジェームズ・リバース（ Austin James Rivers、1992年8月1日 - ）は、アメリカ合衆国カリフォルニア州サンタモニカ出身のプロバスケットボール選手。NBAのミネソタ・ティンバーウルブズに所属している。ポジションはコンボガード。ミルウォーキー・バックスのヘッドコーチであるドック・リバースは実父、ダラス・マーベリックスに所属しているセス・カリーは義兄にあたる。

## 経歴
デューク大学で1年間プレーし、平均15.2点を記録。2012年のNBAドラフトにアーリーエントリーを表明した。

### ニューオーリンズ・ホーネッツ/ペリカンズ
ドラフト1巡目10位でニューオーリンズ・ホーネッツに指名された。しかしNBAでの適応に苦しみ、平均6.2点に終わり、早速リバースの能力が疑問視された。2013-14シーズンは、タイリーク・エバンスやドリュー・ホリデーといった実力者が加入し、窮地に立たされることとなった。

### ロサンゼルス・クリッパーズ
2015年1月12日、三角トレードでボストン・セルティックスに放出され、更に解雇される寸前だったが、父のドック・リバースがヘッドコーチを務めるロサンゼルス・クリッパーズが獲得に興味を示し、再び三角トレードでクリッパーズに移籍した。2015年1月16日のクリーブランド・キャバリアーズ戦に出場し、父親がNBAヘッドコーチを務めるチームでプレーした初の選手となった。2月21日のサクラメント・キングス戦で自己最高の28得点を記録。5月8日のカンファレンスセミファイナルのヒューストン・ロケッツ戦の第3戦では、25得点を記録し、ステイプルズ・センターのクリッパーズファンを熱狂させた。
2016年4月29日、ポートランド・トレイルブレイザーズとのファーストラウンド第6戦、王手をかけられたクリッパーズは既にシリーズ中の怪我でシーズンアウトに見舞われていた中心選手のブレイク・グリフィンとクリス・ポールを欠いた中での一戦を迎えていた。そしてリバースもこの試合の第1Qでアル・ファルーク・アミヌの肘が左瞼を直撃し、多量の出血を伴う11針の裂傷を負ってしまう。中心である2人に続きリバースもシーズンアウトだと誰もが察したが、予想とは裏腹にリバースは最低限の処置を施した後再びコートに戻り、左目の視野が殆どない状態で21得点8アシスト(0ターンオーバー)を挙げ健闘した。惜しくも3点差で破れクリッパーズはファーストラウンド敗退となったが、試合終了まで戦い続けたリバースに対して多くの称賛の声が上がった。オフにクリッパーズと3年3500万ドルで再契約した。
2017年12月22日のヒューストン・ロケッツ戦で後半だけで30得点をあげ、キャリアハイの36得点を記録しクリッパーズを勝利に導いた。翌日の12月23日のメンフィス・グリズリーズ戦で、連日のキャリアハイ更新となる38得点を記録したが、試合には敗れている。

### ワシントン・ウィザーズ
2018年6月26日、マルチン・ゴルタットとのトレードによりワシントン・ウィザーズに移籍した。
2018年12月17日、ケリー・ウーブレと共にトレバー・アリーザとのトレードでフェニックス・サンズに放出され、その後解雇された。

### ヒューストン・ロケッツ
2018年12月24日にロケッツと2年450万ドルで契約した。

### ニューヨーク・ニックス
2020年11月22日にニューヨーク・ニックスと3年1000万ドルで契約した。

### デンバー・ナゲッツ
2021年3月26日に3チーム間のトレードでオクラホマシティ・サンダーへ移籍したが、1試合も出場することなく解雇された。その後、4月20日にデンバー・ナゲッツと10日間契約を結び、30日にシーズン終了までの契約を結んだ。オフにFAとなったが、8月にナゲッツと再契約した。

## 個人成績

### レギュラーシーズン
| シーズン | チーム | GP  | GS  | MPG  | FG%  | 3P%  | FT%  | RPG | APG | SPG | BPG | PPG  |
| -------- | ------ | --- | --- | ---- | ---- | ---- | ---- | --- | --- | --- | --- | ---- |
| 2012–13  | NO     | 61  | 26  | 23.2 | .372 | .326 | .546 | 1.8 | 2.1 | .4  | .1  | 6.2  |
| 2013–14  | NO     | 69  | 4   | 19.4 | .405 | .364 | .636 | 1.9 | 2.3 | .7  | .1  | 7.7  |
| 2014–15  | NO     | 35  | 3   | 22.1 | .387 | .280 | .746 | 1.9 | 2.5 | .5  | .2  | 6.8  |
| 2014–15  | LAC    | 41  | 2   | 19.3 | .427 | .309 | .582 | 2.0 | 1.7 | .7  | .2  | 7.1  |
| 2015–16  | LAC    | 67  | 7   | 21.9 | .438 | .335 | .681 | 1.9 | 1.5 | .7  | .1  | 8.9  |
| 2016–17  | LAC    | 74  | 29  | 27.8 | .442 | .371 | .691 | 2.2 | 2.8 | .7  | .1  | 12.0 |
| 2017–18  | LAC    | 61  | 59  | 33.7 | .424 | .378 | .642 | 2.4 | 4.0 | 1.2 | .3  | 15.1 |
| 2018–19  | WAS    | 29  | 2   | 23.6 | .392 | .311 | .543 | 2.4 | 2.0 | .6  | .3  | 7.2  |
| 2018–19  | HOU    | 47  | 13  | 28.6 | .413 | .321 | .510 | 1.9 | 2.3 | .6  | .3  | 8.7  |
| Career   | Career | 484 | 145 | 24.6 | .417 | .347 | .637 | 2.0 | 2.4 | .7  | .2  | 9.2  |

### プレイオフ
| シーズン | チーム | GP | GS | MPG  | FG%  | 3P%  | FT%   | RPG | APG | SPG | BPG | PPG  |
| -------- | ------ | -- | -- | ---- | ---- | ---- | ----- | --- | --- | --- | --- | ---- |
| 2015     | LAC    | 14 | 2  | 17.9 | .438 | .371 | .632  | 1.7 | 1.1 | .7  | .3  | 8.4  |
| 2016     | LAC    | 6  | 2  | 24.0 | .426 | .235 | .667  | 2.7 | 2.7 | .5  | .0  | 10.3 |
| 2017     | LAC    | 3  | 2  | 30.1 | .346 | .308 | 1.000 | 2.7 | .7  | .3  | .3  | 8.0  |
| Career   | Career | 23 | 6  | 21.1 | .422 | .323 | .667  | 2.1 | 1.5 | .6  | .2  | 8.8  |

## プレースタイル
調子の良いときには30得点を記録するなど非常に爆発力のあるコンボガード。3ポイントシュート、ドライブ様々な手段で得点を取ることができる。2017-18シーズンにはアイソレーションの得点効率を示す「Isolation Player Per Possession」でリーグ4位を記録しており、ことアイソレーションにおいて真価を発揮する選手である。しかし、一方でフリースローを苦手としておりこれからの改善点に挙げられる。

## その他
- NBAで親子が同一チームに所属するのは、NBA史上初である。

- 上記の通り父子鷹であったが故に、クリッパーズ在籍時は批判の声も少なくなかった。当然ながら本人はこれを快く思っておらず、度々反論している。

- ロケッツに移籍した際「皆に自分が何者であるかを示す好機だと思っている。俺は常に汚名を抱えてきた。俺のことを何も知らないヤツらが知ったげにいつも何かを口走っているんだ。」とコメントした[11]。